# Távoli múlt
A Távoli múlt (Distant Past) a Született feleségek (Desperate Housewives) című amerikai filmsorozat hetvenhetedik epizódja. Az Amerikai Egyesült Államokban először az ABC (American Broadcasting Company) adó sugározta 2007. november 25-én.

## Mellékszereplők
- Nathan Fillion – Adam Mayfair
- Melora Walters – Sylvia Greene
- Patrick St. Esprit – Berry nyomozó
- Armie Hammer – Barrett
- Richard Chamberlain – Glen Wingfield
- Polly Bergen – Stella Wingfield
- John Slattery – Victor Lang
- Bill Mayo – Lyons nyomozó
- John O'Brien – Dr. Wheeler
- Soledad St. Hilaire – Helena
- Sam Stefanski – Derek

## Érdekességek
- Ebben az epizódban feltűnik vendégszereplőként, Lynette nevelőapja, akit a híres színész, Richard Chamberlain alakít.
- Ez az egyetlen epizód a negyedik évadban, amiben Katherine Mayfair (Dana Delany) nem szerepel.

## Mary Alice epizódzáró monológja
- A narrátor, Mary Alice monológja az epizód végén így hangzik (a magyar változat alapján):

"A múltat sosem hagyjuk igazán a hátunk mögött. Kísértetek ólálkodnak a sötétben, lesben állva, hogy emlékeztessenek döntéseinkre. De ha hátratekintünk, lehet, hogy egy kitárt karú régi barátra lelünk. Vagy egy ellenünk ármánykodó régi ellenségre. Vagy egy felnőtt fiúra, aki szívből megbocsát. Milyen szomorú, hogy van, aki nem hajlandó visszanézni, és sosem érti meg, hogy aki a múltat tagadja, az arra van kárhoztatva, hogy ugyanabba a hibába essen újra."

## Epizódcímek szerte a világban
- Angol (Amerikai Egyesült Államok): Distant Past (Távoli múlt)
- Angol (Nagy-Britannia, Kanada): A Distant Past (Egy távoli múlt)
- Spanyol: Un pasado triste (Egy szomorú múlt)
- Olasz: Un Passato Lontano (Egy távoli múlt)
- Lengyel: Odległa Przeszłość (Távoli múlt)
- Német: Treibgut (A vízen úszó törmelék)
- Francia kanadai: Tapis dans l'Ombre (Árnyékban ülve)